# Sales de oro

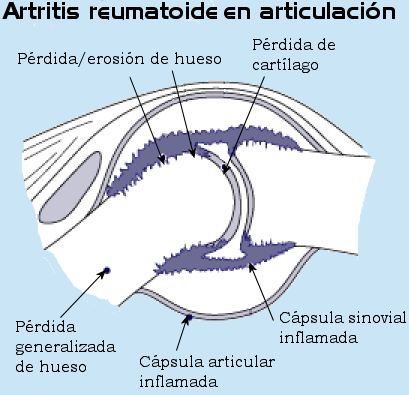
Pacientes con artritis reumatoide.

Las sales de oro son empleadas en farmacoterapia para tratar la artritis reumatoide. El uso en medicina se conoce como crisoterapia.

## Antecedentes
En su forma elemental, el oro se ha empleado durante siglos como antiprurítico para aliviar la comezón de las manos. Robert Koch observó en 1890 que el oro inhibía in vitro al Mycobacterium tuberculosis. Posteriormente, se empleo en artritis y lupus eritematoso, que en ese tiempo eran padecimientos considerados como manifestaciones tuberculosas, pero en realidad no había relación. Las observaciones de Jacques Forestier, publicadas en 1929, fueron en gran parte responsables de estimular el interés en la crisoterapia.
Se han utilizado las sales de oro en el tratamiento de la artritis desde 1930 en Europa y en los 10 años posteriores en los Estados Unidos. En esa década, a pesar de que los datos en la literatura médica cubrían más de 5000 casos, los científicos y especialistas se encontraron con la dificultad de evaluar la eficiencia de la terapéutica con oro en términos cuantitativos y cualitativos dada la dificultad de medir la biodisponibilidad de las sales de oro en el organismo.

## Química

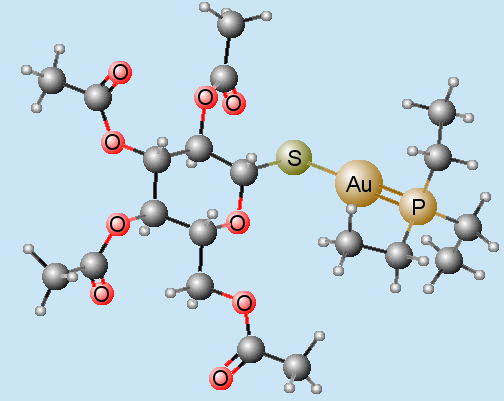
Estructura del Auranofin. Nótese el oro unido al azufre

Los preparados importantes de oro son todos sales aurosas con el oro unido a azufre. Los compuestos hidrosolubles empleados en la terapéutica contienen siempre grupos hidrofílicos además del grupo aurotio. Las fórmulas usadas son la aurotioglucosa, el tiomalato sódico de oro y el auranofín. Los dos primeros se administran parenteralmente, mientras que el último es por vía oral.
El oro monovalente tiene una afinidad relativamente fuerte por el azufre, afinidad débil por el carbono y nitrógeno, y casi ninguna afinidad por el oxígeno, excepto en los quelatos.
La fuerte afinidad por el azufre y el efecto inhibidor de las sales de oro sobre las diversas enzimas sugieren que el efecto terapéutico derivan de la inhibición de sistemas sulfhidrilo. Sin embargo, otros inhibidores de sulfhidrilo no parecen tener acciones terapéuticas en común con el oro.

## Farmacocinética
Farmacocinética: después de la administración, los compuestos de oro se acumulan en una variedad de tejidos, particularmente en el sistema reticuloendotelial. Se excretan muy lentamente durante un período de 6 meses o más. A pesar de que las concentraciones séricas del oro son más fáciles de evaluar, la vida media en suero es de relativamente poca importancia en comparación con la vida media biológica en términos de eficacia y toxicidad del tratamiento. La farmacocinética del oro oral y parenteral varía ampliamente. La vida media del oro parenteral es corta, unos seis días. Está altamente unido a las proteínas séricas (95%), principalmente a la albúmina. El Auranofín posee un perfil farmacocinético único. Solo se absorbe el 25% de una dosis oral, y se encuentran concentraciones plasmáticas más bajas y más predecibles. Su vida media es más larga, aproximadamente 21 días.

## Indicaciones dermatológicas
- Pénfigo. Las sales de oro, se pueden emplear como un adyuvante de los esteroides en el tratamiento del pénfigo.[2] En el pasado se ha abogado por el uso de compuestos de oro en este padecimiento, ya que la hipótesis original se basaba en el hecho de que el pénfigo, como la artritis reumatoide, es una enfermedad crónica asociada con anticuerpos humorales y podría responder al oro de manera similar.[5]
- Artritis psoriásica. La artritis psoriásica es la segunda indicación más común de las sales de oro en la práctica dermatológica. Se puede administrar a pacientes con sinovitis activa que no responden o que no toleran medicamentos antiinflamatorios no esteroideos.[6]

## Efectos adversos
Las sales de oro se asocian con un amplio rango de efectos adversos. Con un adecuado ajuste de la dosis, solo 30 % de los pacientes manifiestan sufrir efectos adversos. Uno de cada cinco pacientes (20 %) padecerá efectos adversos de una gravedad suficiente para comprometer sus vidas.

## Fármacos
Para conocer más sobre las sales de oro y sus usos e indicaciones individuales véanse los siguientes artículos.
- Auranofín (Oral)
- Aurotioglucosa (Inyección intramuscular)
- Aurotiomalato (Inyección intramuscular)